# Церква Святої Богородиці (Цхінвалі)
Церква Святої Богородиці (груз. ცხინვალის ღვთისმშობლის მიძინების საკათედრო ტაძარი) або Церква Сурб Аствацацін (вірм. Ցխինվալի Սուրբ Աստվածածին եկեղեցի) — вірменська церква в центральній частині міста Цхінвалі. Церква постраждала в ніч з 7 по 8 серпня 2008 року під час бомбардувань. Перед храмом встановлений невеликий майданчик.
За деякими даними, сьогодні церква використовується як осетинська православна. Члени вірменської громади Південної Осетії направили лист Католікосу всіх вірмен Гарегіну ІІ з прохання щодо сприяння у відкритті приходу Вірменської апостольської церкви у Цхінвалі, також у листі міститься прохання направити до Південної Осетії священика для задоволення духовних потреб віруючих вірмен.

## Історія

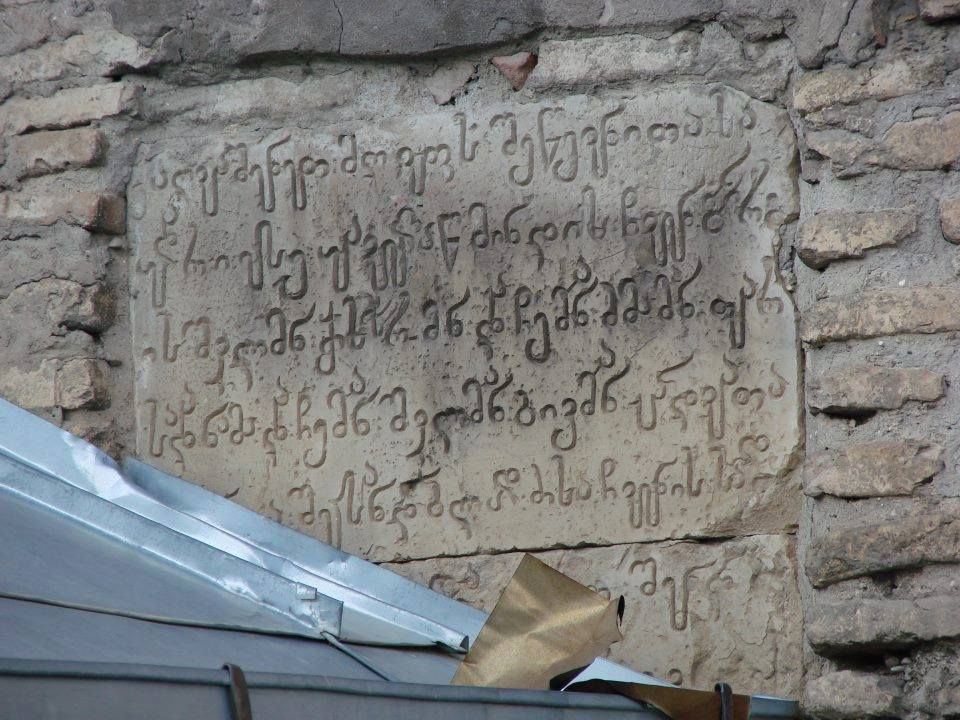

Церква Святої Богородиці була збудована у 1718 р. З півдня, біля двері, мається напис на великому камені, за допомогою якої церкву можна датувати та дізнатися імена ктиторів: Кайхосро, та Парсадан, сини Георгія, Гіві, син Кайхосро. Церква є купольною. Була збудована з цегли та каменю. До кладки фасадних стін втоплені великі хрести, а арки купола храму створюють його яскравий вигляд.

## Серпень 2008
В ніч з 7 по 8 серпня 2008 року під час боїв за Цхінвалі храм постраждав, лише частина фундаменту опинилася у тріщинах, а в 15 метрах від нього прямим потраплянням зруйновані підсобні приміщення, а також були зруйновані верхні частини будівель.

## Галерея

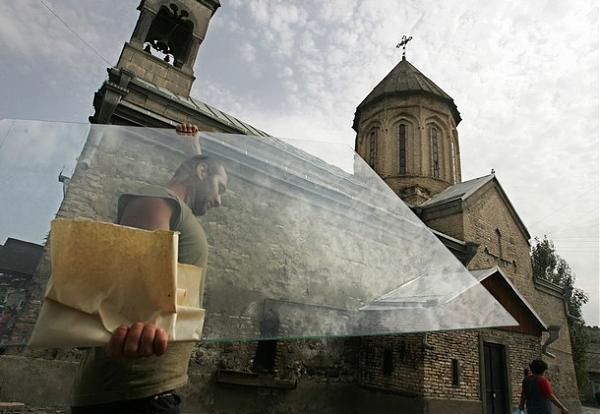
Відновлювальні роботи у церкві після Серпневої війни
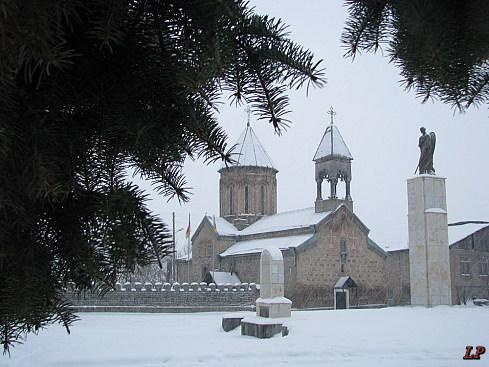
Церква взимку
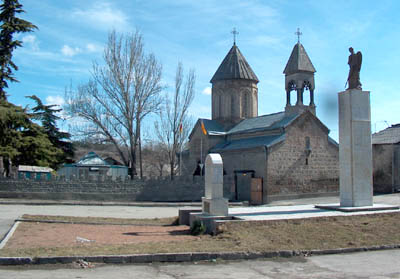
Церква та пам'ятник жертвам грузино-осетинського конфлікту 1991—1992 рр. (2003 рік)